# Bangka-Belitung
Bangka-Belitung (indonesiano Kepulauan Bangka Belitung) è una provincia dell'Indonesia di 1.430.900 abitanti circa, che ha come capoluogo Pangkal Pinang, città con più di 325.000 abitanti.
La provincia è costituita dalle due isole di Bangka e Belitung e da diverse altre piccole isole, situate al largo della costa sud-orientale di Sumatra.